# Juan Álvarez (treinador de futebol)
Juan Antonio Álvarez Dubra  (Montevidéu, 1 de março de 1926  - Uruguai, 2008), também conhecido como Tony Álvarez,  foi um jogador uruguaio que atuava como goleiro e também treinador de futebol. Notabilizou-se no futebol do Pará, onde foi como treinador cinco vezes campeão estadual com o Paysandu (1965, 1966), 1971, 1972 e 1976), além de treinar também o rival Remo em parte do título estadual de 1977 dos azulinos. Álvarez é o segundo técnico mais vezes campeão estadual no Pará, abaixo de Nagib Coelho Matni.
Álvarez era um treinador de estilo conciliador para gerar um ambiente de união familiar no grupo, sabendo trabalhar o lado psicológico, sem deixar de prezar pelo esforço  e também pela disciplina. Falecido em 2008, pediu para que suas cinzas fossem espalhadas pelo gramado do estádio do Paysandu.

## Carreira como jogador
Álvarez começou em um dos dois principais clubes do Uruguai, o Nacional, onde atuou como goleiro. Ingressou no clube aos 14 anos, em 1940, e estreou no time adulto em 1945. Curiosamente, lá conviveu com outra figura uruguaia do futebol paraense, o também goleiro Julio Véliz, futuro ídolo do Remo - na época, Álvarez ainda estava nos infantis tricolores enquanto Véliz estava em categorias superiores. Álvarez não viria a se sobressair no time adulto, com Aníbal Paz, campeão da Copa do Mundo FIFA de 1950, sendo o dono da posição em três décadas diferentes, entre 1939 e 1953, tornando-se o recordista de partidas pelo clube; Véliz, por exemplo, ficara no clube precisamente até 1940. Ao todo, atuou apenas em sete partidas (vencendo cinco) entre julho de 1945 e maio de 1948, todas elas amistosas, embora fosse relacionado ao banco de reservas para o clássico com o Peñarol tanto no campeonato uruguaio de 1945 como no de 1946.
Álvarez chegou a jogar no Brasil, representando um combinado de Miramar em amistoso contra o Corinthians em 1947 em São Paulo, encerrado em 1-1. No ano seguinte, foi emprestado à equipe carioca do Bonsucesso, que naquela época era capaz de captar estrangeiros capazes de brilhar posteriormente em equipes maiores do país, casos dos argentinos Juan Raúl Echevarrieta, maior artilheiro estrangeiro do Palmeiras, Moisés Beresi (campeão por Grêmio e Internacional) e Armando Renganeschi, ídolo de Fluminense e São Paulo.
O uruguaio teve boas exibições pelo quadro rubroanil, a despeito da antepenúltima colocação e da segunda pior defesa não evitados pelo clube no campeonato carioca daquele ano. Chegou a declarar pretensão de defender a própria seleção brasileira. Em janeiro de 1949, foi devolvido ao Nacional, regressando no decorrer do ano ao Bonsucesso. O interesse ém Álvarez por parte do Torino após a tragédia de Superga chegou a ser divulgado. Continuou no Bonsucesso até maio de 1951, passando em seguida ao Olaria, rival do "Bonsuça" na zona da Leopoldina, na zona norte carioca, e também treinado por um platino, o argentino Abel Picabéa.
No Olaria, também teve desempenho visto como destacado, No mesmo ano, porém, rescindiu em setembro contrato com o alvianil da Rua Bariri. Antes de sua saída, o clube teve no estadual daquele ano bons desempenhos contra os grandes, empatando em 1-1 com o Botafogo, em 2-2 com o Flamengo e sendo derrotado por 1-0 pelo Vasco da Gama; posteriormente, a partir de outubro foi derrotado por 5-1 pelo Fluminense, por 4-1 pelo Botafogo e por 5-2 pelo Flamengo, terminando em sétimo de onze times.[carece de fontes?]

## Como treinador

### Início, no Nacional
Em 1963, o Nacional contratou o brasileiro Zezé Moreira como treinador. Ele conseguiu êxito em encerrar um pentacampeonato seguido do rival Peñarol no campeonato uruguaio. O time também chegou à final da Taça Libertadores da América de 1964, mas Zezé terminou demitido após derrota em outubro de 1964 no clássico com o Peñarol. Álvarez era assistente do treinador brasileiro, tarefa qua conciliava com o cargo de técnico dos juvenis. Chegou a substituir Zezé no comando entre abril e julho, em amistosos esparsos e torneios locais de pré-temporada, quando o plantel principal esteve em excursão à Europa; e, então o substituiu definitivamente Zezé partir de novembro, após sondagem a candidatos mais renomados.
O Nacional terminou o campeonato uruguaio de 1964 na terceira colocação, atrás do rival Peñarol e também do modesto Rampla Juniors, algo encarado como fracasso grande em um país onde os grandes são dois. Para 1965, o time contratou para treinador o argentino José Barreiro. Álvarez, por sua vez, terminou recomendado ao Paysandu por Zezé Moreira, com quem havia construído amizade durante a parceria de trabalho nos tricolores. Do lado da equipe paraense, a negociação foi encaminhada pelo dirigente Raúl Aguilera, que era argentino.

### Primeira passagem pelo Paysandu: bicampeonato e vitória sobre o Peñarol
Álvarez não foi o primeiro estrangeiro a treinar o Paysandu: o paraguaio Rafael Bría havia sido inclusive campeão paraense de 1957 na função, mas tinha a credencial de ter defendido o clube como jogador na década de 1940. "Tony" era por sua vez totalmente desconhecido pelos paraenses e teve sua contratação criticada. Porém, com trabalho e disciplina, soube arrumar o time de Belém do Pará, que no ano anterior não havia conseguido o tetracampeonato estadual: o campeonato de 1964 fora vencido pelo rival Remo mesmo em meio a uma crise interna que levara à renúncia coletiva de diretores após derrota de 2-1 para o modesto Liberato de Castro, com uma junta governativa assumindo interinamente.
Além de Álvarez, o Paysandu também contratou o veterano goleiro Castilho. O primeiro grande momento veio justamente contra o Peñarol, derrotado pelo "Papão" por 3-0 em julho de 1965, a despeito dos aurinegros serem uma equipe das mais poderosas mundialmente na época  e que mantinha uma invencibilidade de treze partidas, com recentes vitórias contra brasileiros naquele ano sobre Santos (3-2, após derrota de 5-4, e 2-1, todos pela Taça Libertadores da América de 1965) e Fluminense (3-1 em amistoso no Maracanã). A vitória sobre os uruguaios rendeu crônica de Nelson Rodrigues no jornal O Globo, na época.
Álvarez exaltou que "choro de dupla alegria: o Peñarol sempre foi o meu maior rival", recebendo os cumprimentos do próprio treinador adversário, Roque Máspoli, antigo conhecido dos enfrentamentos no clássico uruguaio quando jogavam - goleiro do Maracanaço, Máspoli reconheceria que "o Paysandu venceu porque jogou melhor. Não sou de acreditar em surpresas". Os outros aurinegros também teceram elogios públicos: sobre Oliveira, Juan Joya comentou que "o [camisa] dois é bom. Joga certo e não brinca em serviço. Trabalha muito bem com a bola e sabe marcar. Foi muito difícil para mim"; a respeito de Pau Preto, Omar Caetano declarou-o como "bom, maneja muito bem a bola e sempre fugiu da marcação. Foi uma vitória justa". Famoso como maior artilheiro da Libertadores, Alberto Spencer, por sua vez, asseverou que "aqui vi uma defesa quase perfeita, tanto assim que pouco ou quase nada demos trabalho ao Castilho".
Em paralelo, o Campeonato Paraense de Futebol de 1965 vinha sendo disputado desde o final de junho. O Paysandu foi campeão com dez vitórias em doze jogos, garantido o título em uma data festiva em 22 de novembro, na qual obteve-se títulos estaduais também nas categorias juvenil e aspirante, outros momentos destacados ocorreram. A maior parte das vitórias foi de goleada, com o 4-0 e o 4-1 no Júlio César, o 6-1 e o 6-0 no Liberato de Castro, o 5-0 no Combatentes e o 8-0 no Avante, além de vitórias no Re-Pa (1-0) e no clássico com a Tuna Luso (2-1). Em 1965, o Paysandu também ganhou o título invicto em torneio internacional que reuniu Fast, Fortaleza e Transvaal.
O treinador uruguaio foi mantido para 1966, ano em que o clube de Quarentinha contratou o maior artilheiro de sua história (Bené) e um parceiro ideal (Robilotta), ambos no futebol carioca. O bicampeonato no estadual daquele ano foi assegurado de modo invicto em dezoito jogos e títulos nos três turnos, em campanha encerrada com vitória por 3-1 no clássico Re-Pa. O título teve o sabor especial de ocorrer no ano em que se celebravam os 350 anos da cidade de Belém,  o que motivou também um torneio municipal, igualmente vencido por Quarentinha e o Paysandu, de forma invicta. Álvarez deixou o cargo ao fim dessa temporada, entregando o Paysandu às mãos do recém-aposentado goleiro Castilho.

### Segunda passagem pelo Paysandu
No início do ano de 1971, ainda estava se disputando o estadual de 1970, só encerrado em março do ano seguinte. Treinado por Gaúcho, o Paysandu terminou perdendo esse título para a Tuna Luso, que não era campeã desde o campeonato paraense de 1958. Nesse contexto de uma equipe inferiorizada, Álvarez voltou ao clube, trabalhando desde o início no estadual próprio de 1971, iniciado em maio. O clube conquistou o primeiro turno, no qual chegou a vencer por 10-0 a equipe do Sacramenta.
Na estreia do segundo turno, o Paysandu conseguiu outra grande goleada, um 7-1 no Júlio César, mas o Remo terminou campeão, forçando finalíssimas. Em um certame bastante recordado por uma disputa renhida acima do normal entre os dois rivais, ocorreram dois 0-0 até uma terceira final, lembrada como um dos Re-Pas mais históricos: os azulinos venciam por 2-0, mas sofreram o empate e, na prorrogação, os alviazuis conseguiram o terceiro gol, jamais ocorrendo outra virada parecida no clássico. Após o título, Álvarez regressou ao Uruguai, treinando o Sud América.

### Terceira passagem pelo Paysandu
Em 1972, o Paysandu começou o estadual sendo treinado por Ely do Amparo, que foi derrotado na estreia por 3-2 pelo Combatentes. Álvarez retornou já na segunda rodada. E terminou novamente campeão, em outra disputa especialmente acirrada com o arquirrival: o Remo venceu o primeiro turno, em vitória por 2-0 em Re-Pa recordado pelo rival Alcino comemorar um gol mostrando a genitália à torcida adversária. O segundo turno foi vencido pela Tuna Luso. No terceiro turno, porém, o Paysandu foi o campeão, forçando um triangular entre o trio principal, iniciado com vitória tunante sobre os azulinos. Os alviazuis então derrotaram os cruzmaltinos e assim jogavam pelo empate o Re-Pa, realizado no Baenão.
Álvarez e comandados conseguiram o empate em 1-1, a despeito de incidentes: o gol do empate remista só foi validado pela arbitragem após alguma relutância, ao constatar-se um furo na rede. Os refletores do estádio em seguida desligaram-se, paralisando a partida por oitenta minutos, e uma vez religados notou-se a ausência das redes. Tendo interesse no prosseguimento da partida, os alviazuis buscaram suas próprias redes a dois quarteirões dali, onde situa-se no estádio da Curuzu, permitindo a retomada da partida. O 1-1 se manteve e Álvarez conseguiu seu segundo bicampeonato paraense.

### Quarta passagem pelo Pará
Álvarez foi recontratado pelo Paysandu em 1974, mas não teve êxito, em um ambiente especialmente ruim; o estadual daquele ano terminou decidido justamente pelos rivais Remo e Tuna Luso. Apesar disso, o uruguaio recebeu proposta vantajosa para mudar-se ao Remo, recusada pela palavra acertada com os alviazuis. Contudo, ao voltar de férias no Uruguai, Álvarez recebeu a notícia de que seu cargo já estava reocupado pelo ex-goleiro Castilho.
O uruguaio chegou a contar à Placar sobre esse momento que "minha sorte é que o Castanhal, lá de Castanhal, acabara de ingressar na divisão principal e andava à procura de um treinador experiente. No princípio foi difícil, pois partimos do nada, mas com a ajuda de amigos e com a compreensão dos jogadores armamos um time difícil de ser batido e acabamos em um terceiro lugar". A equipe aurinegra, em sua estreia, conseguiu o bronze no campeonato estadual de 1975, abaixo somente da dupla Remo e Paysandu. Após a façanha, Álvarez precisou voltar ao Uruguai, dessa vez por conta de problemas burocráticos com seu visto de permanência.
Foi na terra natal que ele foi chamado para uma quarta passagem pelo Paysandu. Embora não escondesse o rancor pelo modo como fora dispensado anteriormente, aceitou: "confesso que tomei um choque quando recebi o telefonema em Montevidéu. Tive vontade de quebrar o aparelho, mas acredito em Deus e aceitei o desafio", afirmou, também à Placar. O ex-clube não vencia o Re-Pa havia três anos  e após 23 partidas, até então o maior tabu da rivalidade. O jejum foi encerrado quinze dias após o retorno de Álvarez, em vitória por 3-1 em 31 de março de 1976 que também deu aos alviazuis a Taça Cidade de Belém. Já no estadual daquele ano, o time, em triunfo de 1-0, também encerrou uma invencibilidade geral de 56 jogos do arquirrival na competição.
O Paysandu também não era campeão havia três anos e isso também se encerrou, e de modo invicto, incluindo vitória por W.O. no Re-Pa. O torneio foi marcado pela estreias de times de fora da Grande Belém e entorno, com o ingresso de representantes de Marabá e Santarém. O título de 1976 foi o único que o "Papão" conseguiu entre 1973 e 1979, com todos os demais campeonatos desse período sendo ganhos pelo Remo.
Surpreendentemente, o Remo conseguiu contratar Álvarez para o estadual de 1977. Bastante identificado com o rival, Álvarez conviveu sob constante pressão no novo clube. A despeito disso, o uruguaio conseguia um retrospecto invicto, vencendo assim o primeiro e o segundo turnos. Continuava invicto no início do terceiro, mas a falta de vitórias em dois clássicos seguidos - derrota de 1-0 no Re-Pa e 0-0 no contra a Tuna, ambos em pleno Baenão - fez o uruguaio entregar o cargo; o jogo contra a Tuna Luso fizera dos cruzmaltinos os campeões do terceiro turno. Para o quarto turno, o Remo foi comandado interinamente pelo ex-goleiro François Thijm e depois por Joubert Meira. O time venceu-o e terminou campeão, no que foi o sexto título paraense de Álvarez.
Os seis títulos fizeram de Álvarez o segundo treinador mais vezes campeão do campeonato paraense. Está abaixo somente de Nagib Coelho Matni, também seis vezes campeão entre a dupla Re-Pa, reunindo inversamente um título pelo Paysandu (1947) e cinco pelo Remo (1949, 1950, 1952, 1953 e 1954), além de outros dois pela Tuna (1955 e 1957).

### Trabalhos finais e a quinta passagem pelo Pará
Ainda em 1977, Álvarez trabalhou no estado vizinho do Maranhão, como treinador do Moto Club. Também no Nordeste, esteve no Ceará pelo Ferroviário em 1981.
Ao longo da década de 1980, "Tony" trabalhou também no ex-clube do Nacional, voltando a ser o técnico dos juvenis da equipe uruguaia. Novamente, chegou a assumir interinamente o time principal; foi em 1988 no campeonato uruguaio junto com seus juvenis, enquanto os titulares estavam no Japão para a disputa do Mundial Interclubes daquele ano. Foi por duas partidas, em 11 de novembro e em 17 de novembro, sem vencer.
Enquanto trabalhava no Nacional em 1988, Álvarez seguia mantendo contato com a imprensa do paraense: o jornal Diário do Pará, na edição de 29 de maio daquele ano, registrou envio de carta desde Montevidéu, em correspondência na qual declarava saudades de Belém e disposição para voltar a trabalhar na região. Dois anos depois, no início de maio de 1990, o uruguaio visitou a cidade, atendendo convites "de amigos tanto no Paysandu, Clube do Remo e Tuna", inicialmente para uma estadia entre "dez ou quinze dias" na "cidade que mais adora" fora da terra natal. Procurado inicialmente para treinar a seleção de Tucuruí, acertou em 11 de maio com o Pinheirense.
O campeonato paraense de 1990 já estava em andamento  e a contratação de Álvarez foi vista como outra manobra arrojada dos dirigentes do clube do distrito de Icoaraci, que já haviam reforçado a equipe em 1990 com outra contratação que visava marketing, a do veterano atacante Alcino. Álvarez promoveu uma boa campanha colocando a equipe entre as cinco principais do torneio e prometia título em 1991 se pudesse ser reforçado "com cinco bons juvenis de clubes paulistas ou cariocas" ou "om dois bons pontas e um centroavante", elogiando o apoio total dado pela diretoria. Contudo, para o segundo semestre o clube optou por abrir mão da vaga obtida para a terceira divisão brasileira de 1990.

## Títulos

### Nacional
- Campeonato Uruguaio de Futebol: 1946 [1]
- Campeonato de Honor: 1946 [1]
- Copa Escobar-Gerona: 1945 [1]

### Paysandu
- Campeonato Paraense: 1965, 1966, 1971, 1972 e 1976

### Remo
- Campeonato Paraense: 1977